# Natacha Horana
Natacha Horana (Jundiaí, 26 de outubro de 1991) é uma ex-bailarina do Faustão e Musa da Gaviões da Fiel e Unidos de Vila Isabel.

## Biografia
Quando criança, Horana fez aulas de dança em Jundiaí. Formou-se em organização de eventos. Também atuou como atriz em feiras, espetáculos, baladas e até em um grande evento internacional. Também estudou artes cênicas, ficando em cartaz no teatro por dois anos. Além disso, é empresária. Foi bailarina do Faustão entre 2015 e 2022. Após sua aprovação no Domingão do Faustão, voltou a fazer aulas de dança em São Paulo.
Em 2020, voltou para Jundiaí por causa da pandemia de COVID-19, onde fez um ensaio fotográfico. Horana foi presa em 20 de julho em Balneário Camboriú. A Polícia Militar foi acionada por reclamações de uma festa com som alto e mais de vinte convidados. A bailarina foi presa por desacato. O jornalista Leo Dias publicou um vídeo de sua prisão e já na delegacia após entrevista cedida a Horana. O caso fez com que muitas pessoas especulassem que ela seria desligada da TV Globo, mas voltou ao Domingão do Faustão em setembro.
Em 14 de novembro de 2024, Horana foi presa em Santo Amaro, na zona sul de São Paulo, por policiais civis da Delegacia de Capturas do Departamento de Operações Policiais Estratégicas (Dope). Vários bens, incluindo um veículo de luxo e dinheiro em espécie, foram apreendidos.

### Carnaval
Horana diz inspirar-se em Sabrina Sato e Viviane Araújo quando o assunto é carnaval. Ela desfilou três anos consecutivos para o Gaviões da Fiel.
Em 2013, desfilou em São Paulo e Rio de Janeiro pelo Gaviões da Fiel e Mocidade Independente de Padre Miguel. Pouco antes das apresentações, em 26 de janeiro, Horana sobreviveu a um incêndio em um barco alugado em Fernando de Noronha. Após o evento, ela foi hospitalizada. Em 2024, desfilou novamente em ambas cidades pela Unidos de Vila Isabel e Gaviões da Fiel. No Rio, representou a Pureza das Crianças. Em São Paulo, foi caracterizada do mascote do Gaviões.